# Botkloppen
Botkloppen was een manier van vissen op/in de bevroren voormalige Zuiderzee. Het werd vanuit vele vissersdorpen tot in het begin van de twintigste eeuw, in de winter beoefend, niet vanaf de wal, niet vanuit een boot, maar  op het ijs, met behulp van een handmatig voortgetrokken vrachtslede, beladen met netten, bijlen, manden, proviand, een kruik kruidenbitter en de eikenhouten 'botklopper' van ruim een meter lang. Verder sleepte de slee een 'flodderlat' mee van 17 meter lengte, waarmee de gordijnvormige netten vanuit de bijt in een stervormig patroon onder het ijs konden worden uitgespannen.
Op een geschikte plaats hakte men een gat van 2 bij 2 meter. Rondom nog kleinere gaten en vervolgens zette men zo'n 20 netten uit van elk 16 meter lang. Door met de botklopper op het ijs te bonken werd de op de bodem van de Zuiderzee rustende platvis - met name bot - opgeschrikt. De vissen willen wegzwemmen maar ze zwemmen de netten in.

## Veertien Dagen Op Een IJsschots
- Een waargebeurd en goedgedocumenteerd verhaal uit de 19e eeuw, over drie botkloppers, die 14 dagen op een van het ijs afgebroken schots op de Zuiderzee ronddreven.